# Поддорожново
Поддоро́жново — деревня в Палехском районе Ивановской области. Относится к Майдаковскому сельскому поселению.

## География
Находится в северо-западной части района, в 13.4 км к северо-западу от Палеха (16 км по дорогам). В 700 м к северу находится Хмельниковское озеро.

## Население
| 2010 |
| ---- |
| 1    |